# Orta San Giulio
Orta San Giulio (en piamontés Òrta) es un municipio italiano de 1.116 habitantes de la provincia de Novara.

## Geografía física

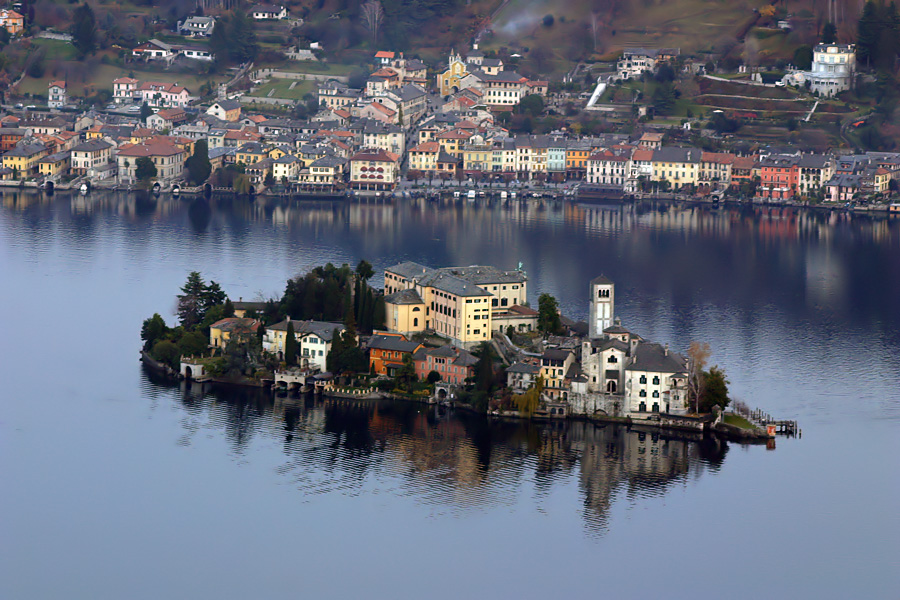
Vista de Orta.

Orta está situada sobre una península en el centro de la ribera oriental del lago homónimo, a unos cuarenta kilómetros de la capital Novara. El núcleo principal de la localidad surge sobre la orilla opuesta a la Isola di San Giulio, que forma parte, mientras que las localidades de Legro y Corconio se encuentran en mitad de la costa sobre las laderas del complejo montuoso situado entre los dos lagos de Orta y el Mayor.

## Monumentos

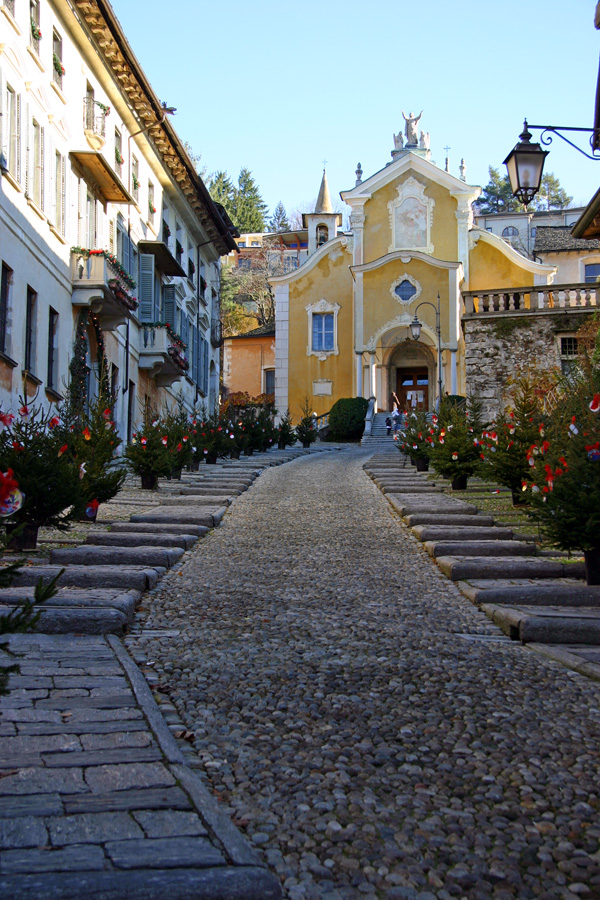
La "salita della Motta" con la iglesia parroquial de la Asunción.

El centro de Orta, completamente peatonalizado, está caracterizado por callejas estrechas muy pintorescas: la principal corre paralela a la orilla del lago y se cruza con algunas escarpadas callejuelas que se alejan del lago en dirección al Sacro Monte (Patrimonio Mundial de la Unesco) o hacia la amplia zona de parques.
En el cementerio de la localidad se encuentran los restos de la dinastía de los Ricca, familia que actualmente reside en el sur de España.

## Evolución demográfica
| Gráfica de evolución demográfica de Orta San Giulio entre 1861 y 2001 |
|                                                                       |
| Fuente ISTAT - elaboración gráfica de Wikipedia                       |

## Galería

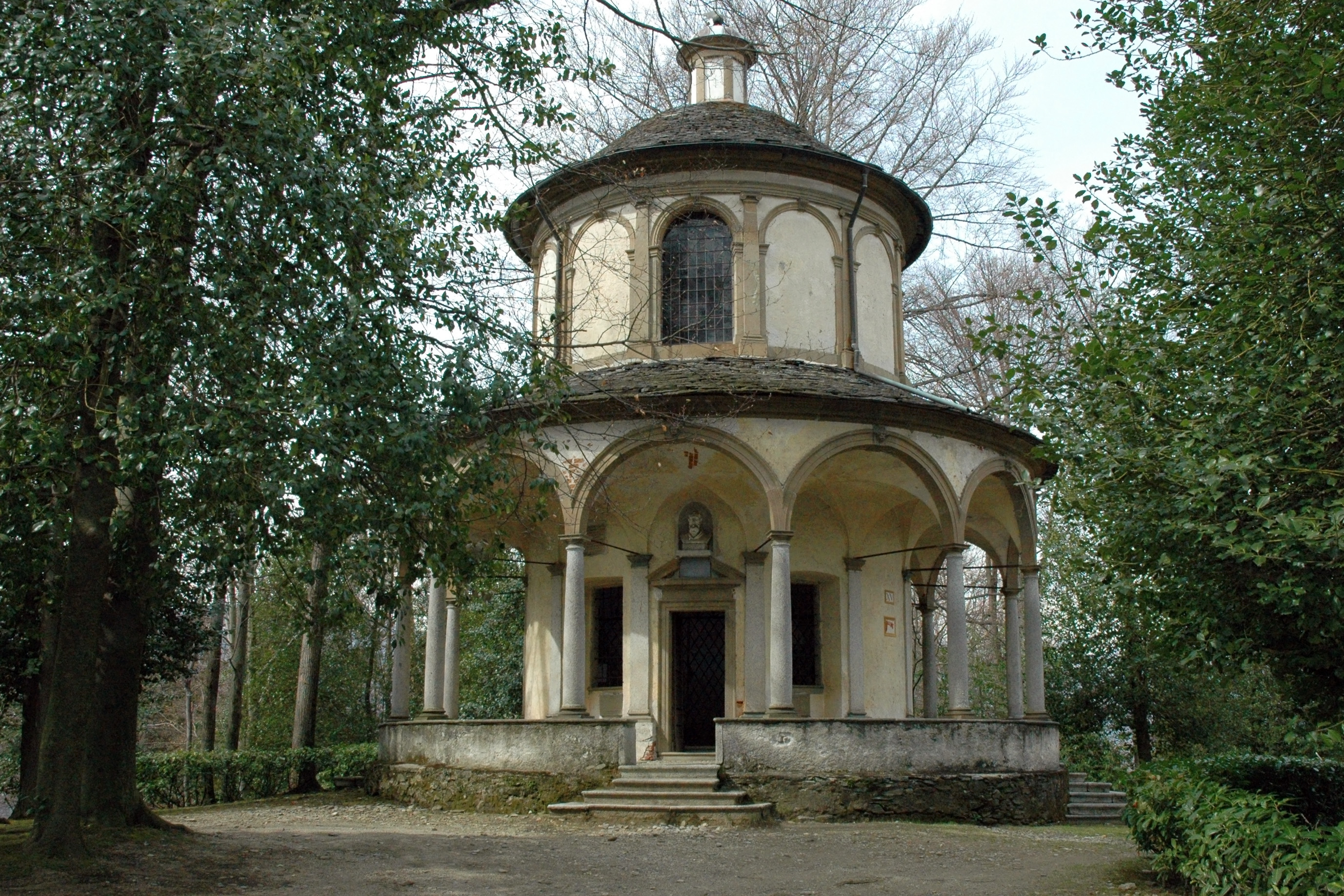
Sacro Monte di Orta Capilla 15, San Francesco riceve le stigmate
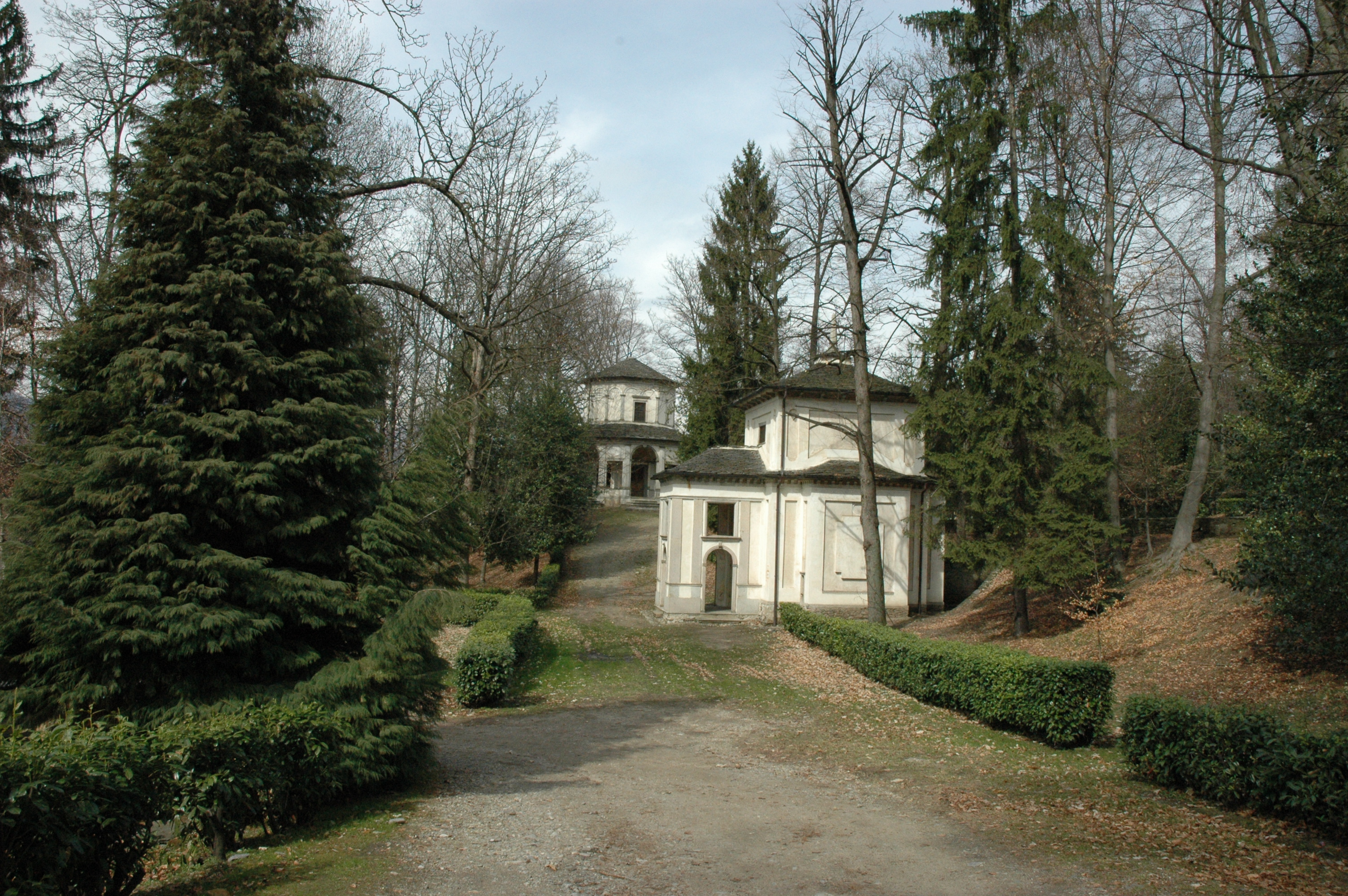
Sacro Monte di Orta Capillas 7 y 9
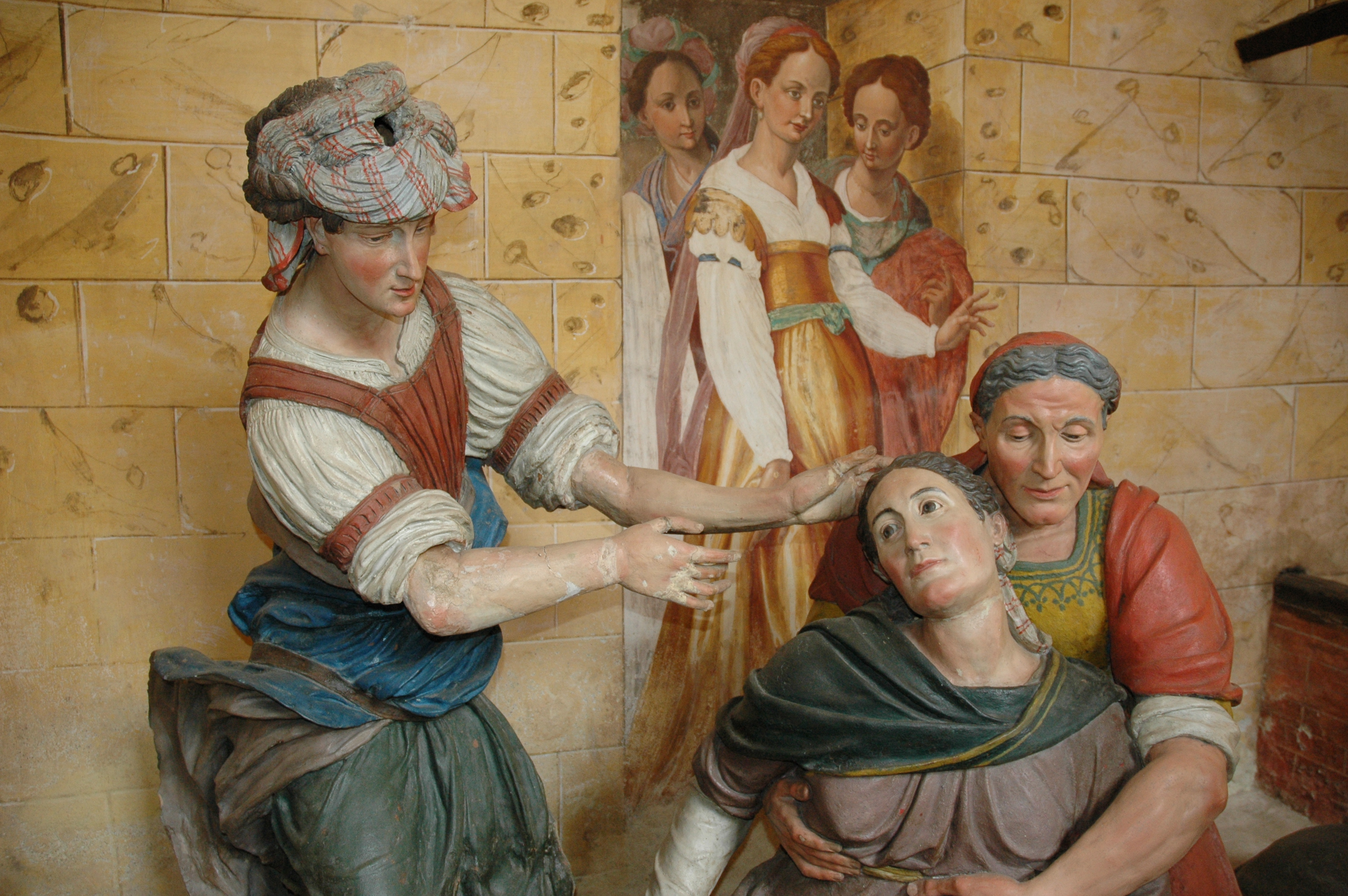
Sacro Monte di Orta Cristoforo Prestinari. Capilla 1, Nascita di San Francesco (detalle), h. 1605

## Personajes famosos
- Leonardo Benevolo (1923-2017), arquitecto.
- Pierluigi Cerri (1939- ), arquitecto y diseñador.